# Против Верреса. О казнях
«Против Верреса. О казнях» (лат. in C. Verrem II. 5) — одна из «веррин», речей римского оратора Марка Туллия Цицерона, написанных в 70 году до н. э. для суда над Гаем Верресом. Не была произнесена, так как подсудимый признал свою вину. Позже Цицерон подверг речь литературной обработке и опубликовал вместе с другими, написанными для этого процесса.

## Контекст и содержание
Бывший наместник Сицилии Гай Веррес был привлечён к суду жителями этой провинции по обвинению в превышении власти, взяточничестве, хищениях, оскорблении религии. Обвинитель, Марк Туллий Цицерон, готовясь к процессу, решил посвятить отдельное своё выступление рассказу о том, как Веррес незаконно творил суд и расправу (в частности, он приговаривал к казни римских граждан и командиров военных кораблей), а также о мнимых заслугах подсудимого как военачальника. Материал для этой речи оратор собрал, путешествуя по Сицилии зимой 71—70 годов до н. э. и собирая показания местных жителей. Произносить речь не понадобилось: ещё во время первой сессии Веррес уехал из Рима, что означало признание вины.
Позже Цицерон подверг все речи, написанные для суда над Верресом, литературной обработке и опубликовал их. Речь «О казнях» стала V книгой сборника; она содержит заключительную часть, общую для всех речей второй сессии. Своё название речь получила позже от античных комментаторов.